# Vimeiro (Lourinhã)
Vimeiro is een plaats (freguesia) in de Portugese gemeente Lourinhã en telt 1443 inwoners (2001).